# Бессоновка (Новоузенский район)
Бессо́новка — село в Новоузенском районе Саратовской области России. Административный центр Бессоновского муниципального образования.

## География
Село находится на берегу реки Таловка (левый приток реки Большой Узень).

### Часовой пояс
Село Бессоновка, как и вся Саратовская область, находится в часовой зоне МСК+1. Смещение применяемого времени относительно UTC составляет +4:00.

## История
Впервые упоминается как переселенческая деревня в Списке населённых мест Самарской губернии 1910 года. В деревне проживало 872 человека (432 мужчины и 440 женщин), преимущественно русские, малороссы и мордва; православные. Действовали школа грамоты и три ветряные мельницы. В 1919 году село, как и весь Новоузенский уезд, вошло в состав Саратовской губернии.

## Население
| 1910 |
| ---- |
| 872  |

| 2002 | 2010 |
| ---- | ---- |
| 484  | ↘410 |

### Национальный состав
Согласно результатам переписи 2002 года, в национальной структуре населения русские составляли 60 % из 484 чел.